# Carlos Atanes
Carlos Atanes (Barcelona, 1971. november 8. –) spanyol filmrendező, író és drámaíró. Tagja a The Film-Maker's Cooperative-nak, amelyet Jonas Mekas, Shirley Clarke, Ken Jacobs, Andy Warhol és Jack Smith alapított. Első elkészült teljes hosszúságú filmje a FAQ: Frequently Asked Questions, amelyet 2004-ben adtak ki. A film 2005-ben elnyerte a Legjobb játékfilm díját a független filmkészítők athéni panorámájában, és a Méliès d'Argent-re jelölték a Fantasporto ugyanabban az évben.

## Filmográfia mint rendező
- The Marvellous World of the Cucu Bird (1991)
- Els Peixos Argentats a la Peixera (1991)
- El Parc (1992)
- The Mental Tenor (1993)
- The Metamorphosis of Franz Kafka (1993)
- Metaminds & Metabodies (1995)
- Morfing (1996)
- Borneo (1997)
- The Seven Hills of Rome (1998)
- Welcome to Spain (1999)
- Cyberspace Under Control (2000)
- Perdurabo (Where is Aleister Crowley?) (2003)
- FAQ: Frequently Asked Questions (2004)
- Proxima (2007)
- Made in Proxima (2007)
- Codex Atanicus (2007)
- Scream Queen (2008)
- Maximum Shame (2010)
- Gallino, the Chicken System (2012)[8]
- Romance bizarro (2017)
- Alter Ego Film Project (töredék Atutofocus) (2024)

## Színház
- 2021 – Rey de Marte
- 2021 – Báthori
- 2019 – Antimateria
- 2019 – ¿Hasta cuándo estáis?
- 2019 – A Praga y vámonos
- 2018 – La línea del horizonte
- 2018 – Chéjov bajo cero
- 2017 – Sexo y tortilla
- 2017 – Pasión mostrenca
- 2016 – La abuela de Frankenstein
- 2016 – Love is in the Box
- 2015 – Un genio olvidado (Un rato en la vida de Charles Howard Hinton)
- 2015 – Caminando por el valle inquietante
- 2015 – Santos varones
- 2015 – Porno emocional
- 2014 – La quinta estación del puto Vivaldi
- 2014 – El grifo de 5.000.000 euros
- 2014 – El vello público
- 2014 – Los ciclos atánicos
- 2013 – El triunfo de la mediocridad
- 2013 – Necrofilia fina
- 2013 – Secretitos
- 2013 – Romance bizarro
- 2012 – La lluvia
- 2012 – La depredadora
- 2011 – El hombre de la pistola de nata
- 2011 – La cobra en la cesta de mimbre

## Bibliográfia
- 2024 – Perplejidad (Aleister Crowley en la Boca del Infierno) – ISBN 978-84-128410-7-7
- 2024 – Antimateria – ISBN 978-84-10060-21-0
- 2024 – Querida - Vom Leid und der Selbstermächtigung einer Puppe – (illusztrált regény, Jan van Rijn) – ISBN 978-3-9826372-0-4
- 2021 – Filmar los sueños – ISBN 978-84-123896-8-5
- 2018 – Magia del Caos para escépticos – ISBN 978-84-949113-4-7
- 2018 – Demos lo que sobre a los perros – ISBN 978-1721253517
- 2017 – Un genio olvidado (Un rato en la vida de Charles Howard Hinton) – ISBN 1546636897
- 2013 – Aleister Crowley in the Mouth of Hell: The screenplay never filmed – ISBN 1482599554
- 2007 – Los trabajos del director – ISBN 978-1-4348-1870-6
- 2003 – El hombre de la pistola de nata – ISBN 978-1-4348-1903-1
- 2002 – Confutatis Maledictis – ISBN 978-1-4348-1901-7
- 2002 – La cobra en la cesta de mimbre – ISBN 978-1-4348-1902-4
- 2001 – Combustión espontánea de un jurado – ISBN 978-1-4752-4148-8